# Judy Canova
Pour les articles homonymes, voir Canova.
Judy Canova, née le 20 novembre 1913 en Floride et morte le 5 août 1983 à Hollywood, est une actrice, chanteuse et femme de radio américaine. Elle a produit et réalisé sa propre émission de radio, une série populaire, entre 1943 et 1955.

## Biographie

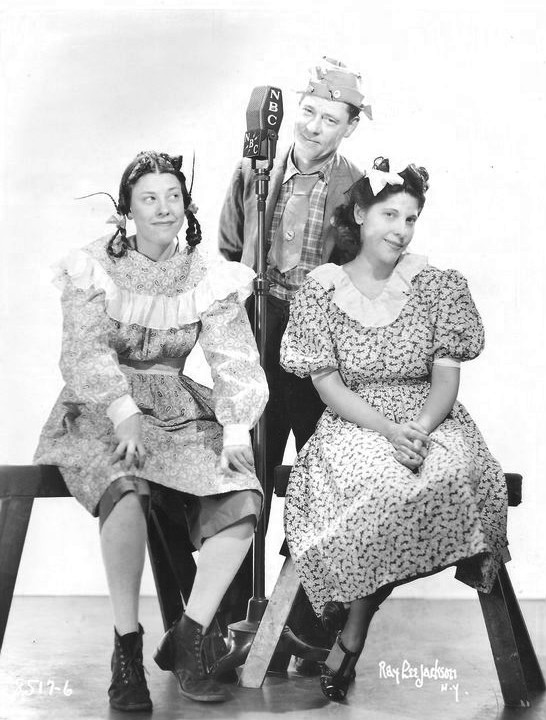
Judy, Zeke et Annie Canova en 1938.

Née à Starke en Floride, elle est la fille de Joseph Francis Canova, un homme d'affaires, et d' Henrietta E. Canova (née Perry), une chanteuse. Elle commence sa carrière en se produisant dans des vaudeville avec sa soeur Annie et son frère Zeke, et en chantant en s'accompagnant à la guitare. Elle fait ses débuts à la radio quand Rudy Vallée l'invite dans son émission The Fleischmann Hour. La famille Canova se produit à la radio dans les années 1930, et ils font leurs débuts à Broadway dans la revue Calling All Stars. Judy signe un contrat avec Warner Bros. et se produit dans des courts métrages, avant de chanter pour la Paramount. Elle apparait dans la comédie musicale Yokel Boy avec Buddy Ebsen en 1939. Pendant la guerre elle fait partie des volontaires de l'Hollywood Canteen. Elle est la mère de l'actrice Diana Canova.
Elle meurt d'un cancer à l'âge de 69 ans, elle est incinérée et ses cendres reposent au Forest Lawn Memorial Park.
Elle a deux étoiles sur le Hollywood Walk of Fame, une pour la radio et une autre pour sa carrière au cinéma.

## Radio
- 1945-1953 The Judy Canova Show (en) (NBC)[4]

## Filmographie partielle
- 1935 : Going Highbrow, de Robert Florey
- 1937 : Romance burlesque
- 1937 : Artistes et Modèles
- 1937 : Thrill of a Lifetime
- 1940 : Scatterbrain
- 1941 : Sis Hopkins
- 1941 : Puddin' Head
- 1942 : Sleepytime Gal
- 1942 : True to the Army
- 1942 : Joan of Ozark
- 1954 : Untamed Heiress
- 1955 : Lay That Rifle Down
- 1955 : Carolina Cannonball
- 1960 : Les Aventuriers du fleuve
- 1976 : Cannonball!